# Kathedrale von Châlons-en-Champagne
Die Kathedrale von Châlons-en-Champagne, dem früheren Châlons-sur-Marne, ist ein bedeutender Kirchenbau der Gotik in Frankreich. Als Bischofskirche der Diözese Châlons-sur-Marne ist sie dem hl. Stephanus (frz. Étienne) geweiht.

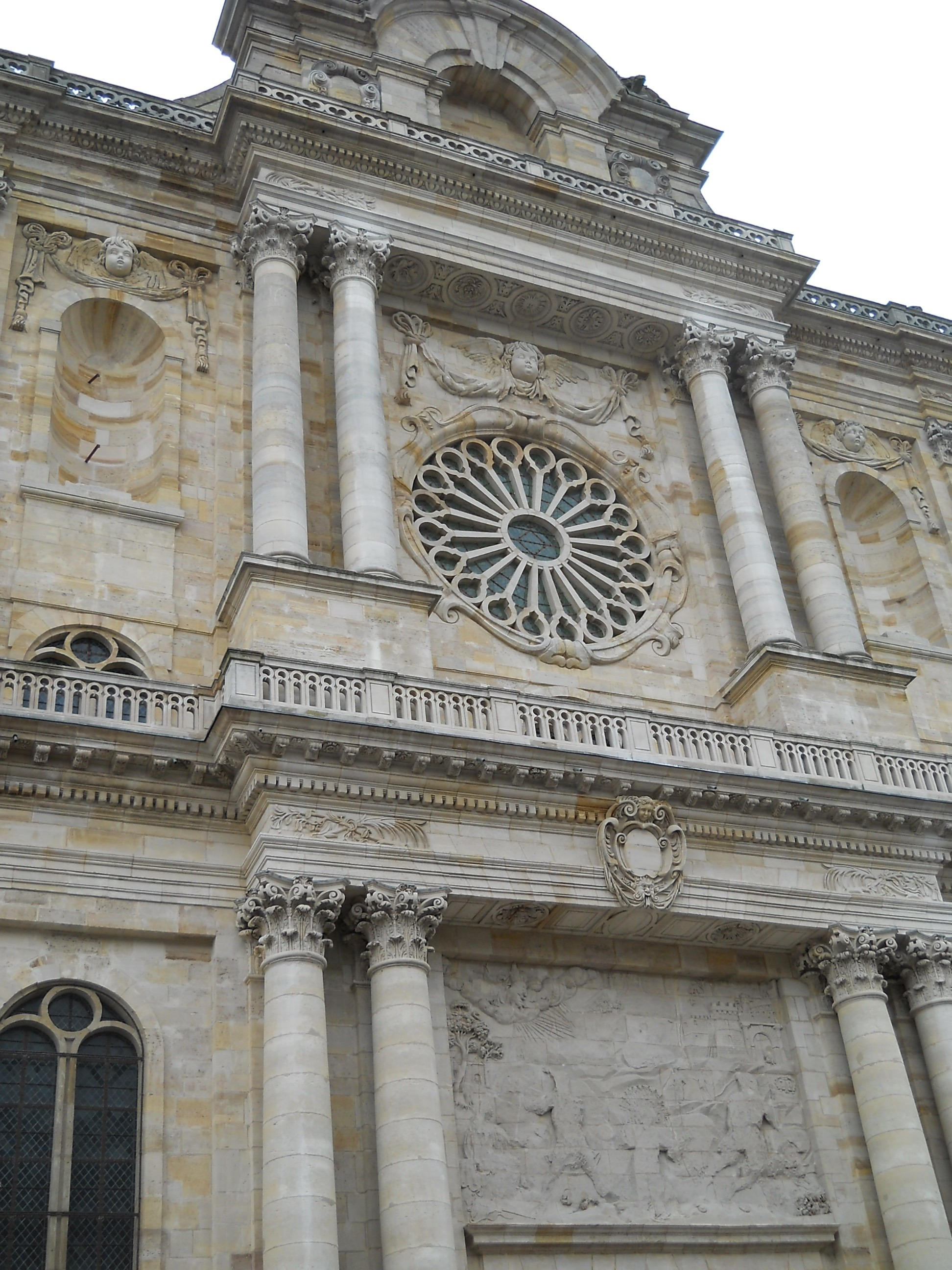
Die frühklassizistische Westfassade

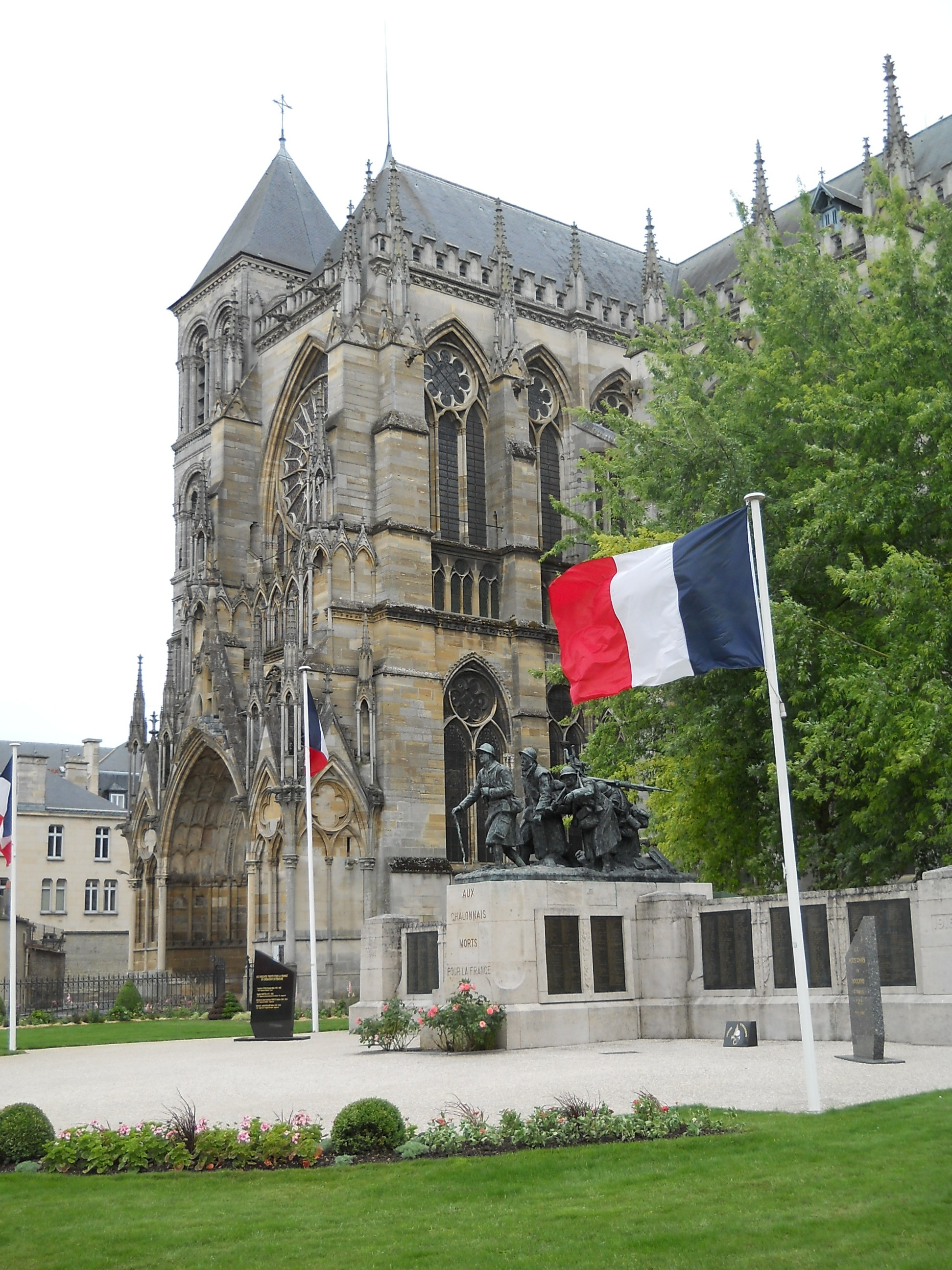
Blick zum südlichen Querhaus mit dem dahinter stehenden Südturm

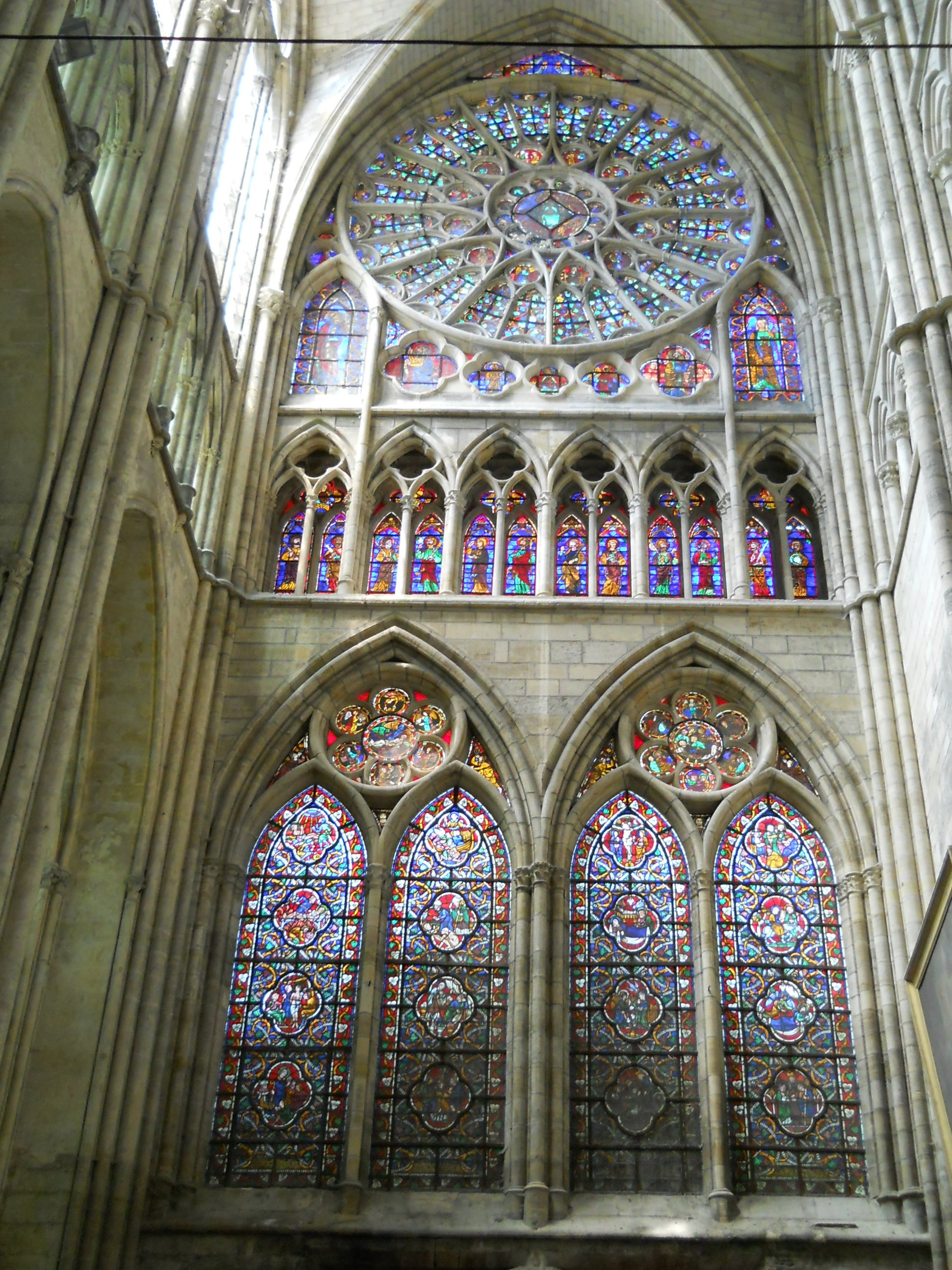
Stirnwand des nördlichen Querschiffes

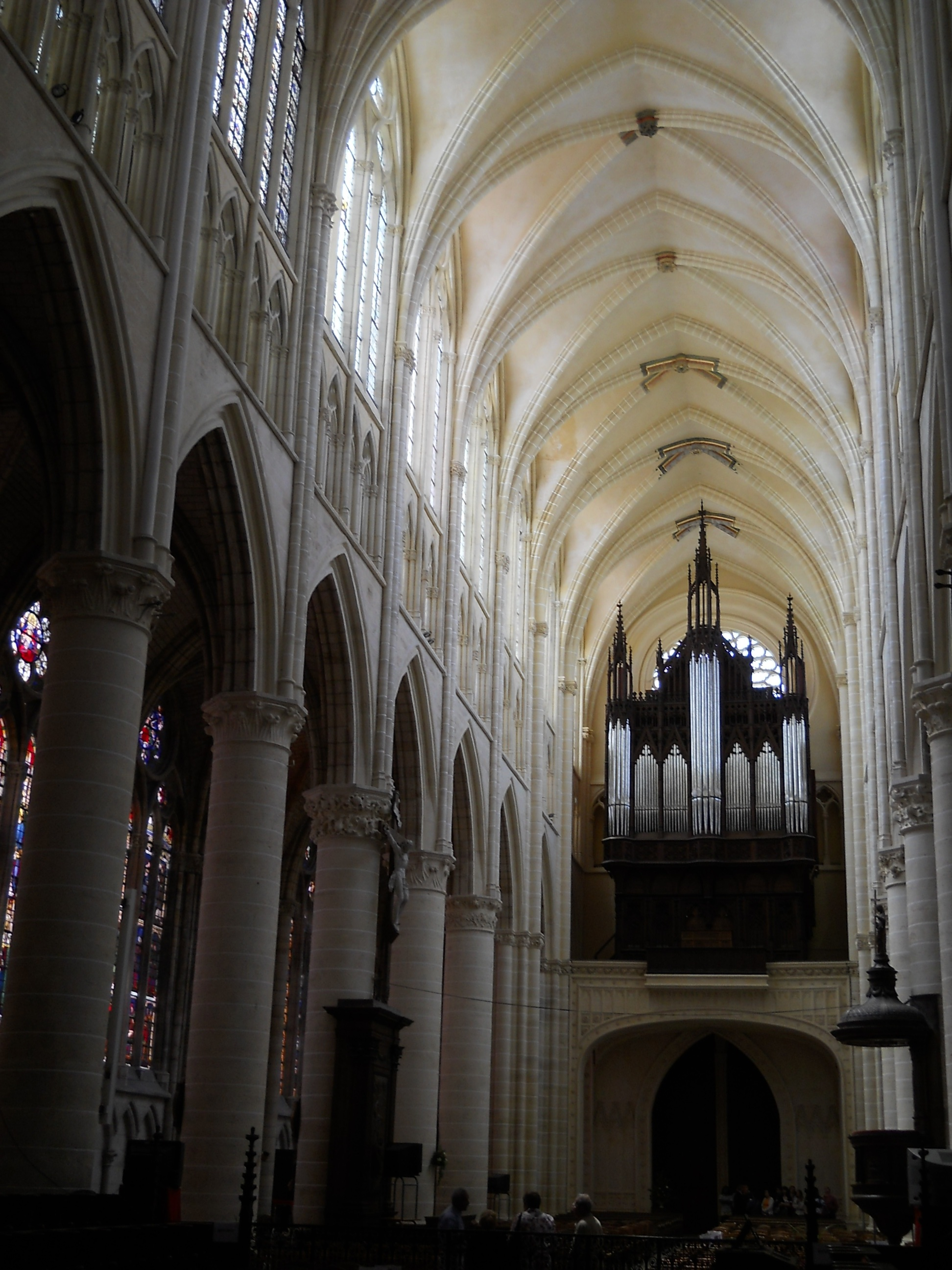
Blick nach Westen

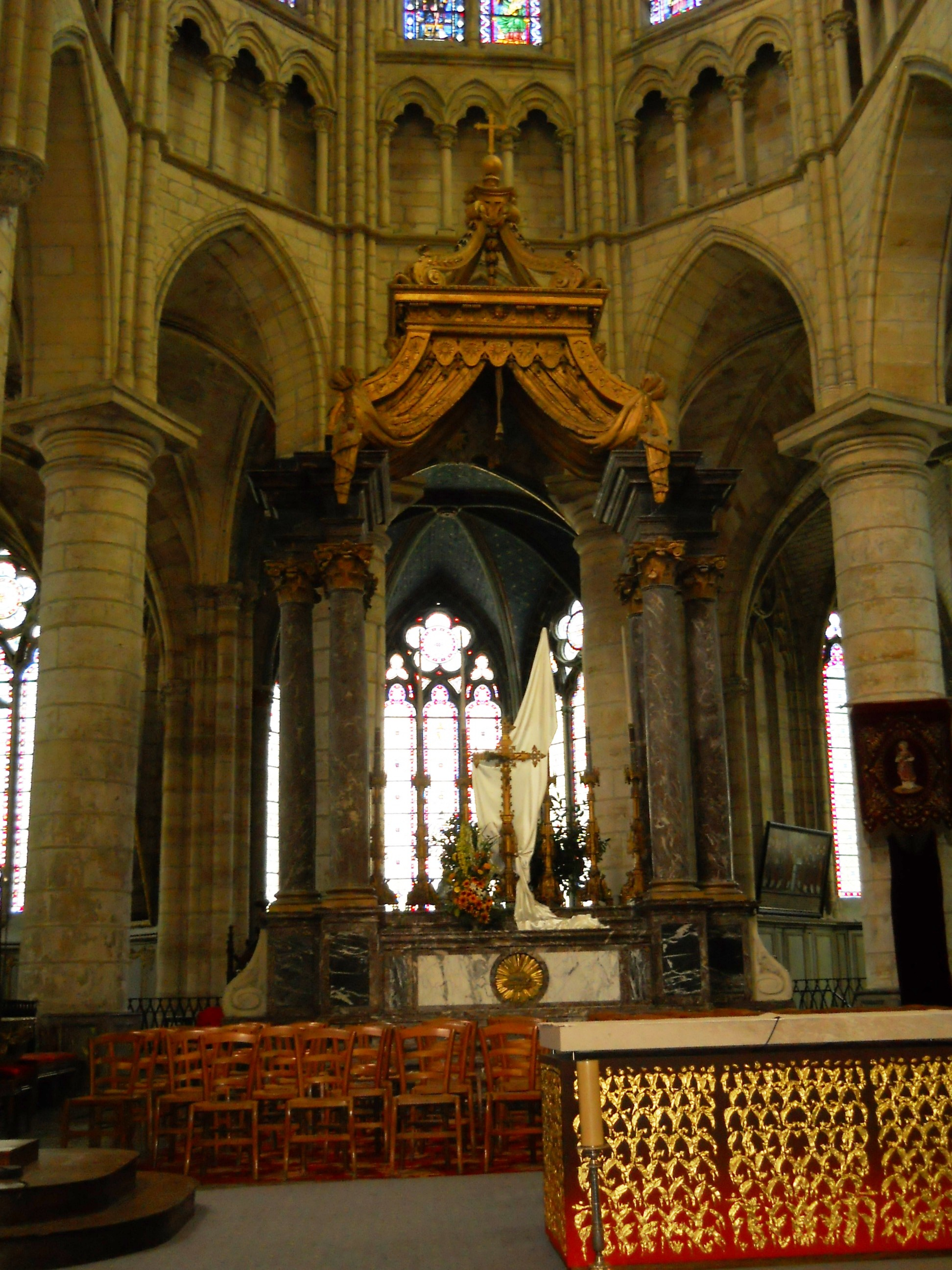
Hauptaltar, im Vordergrund der moderne Volksaltar

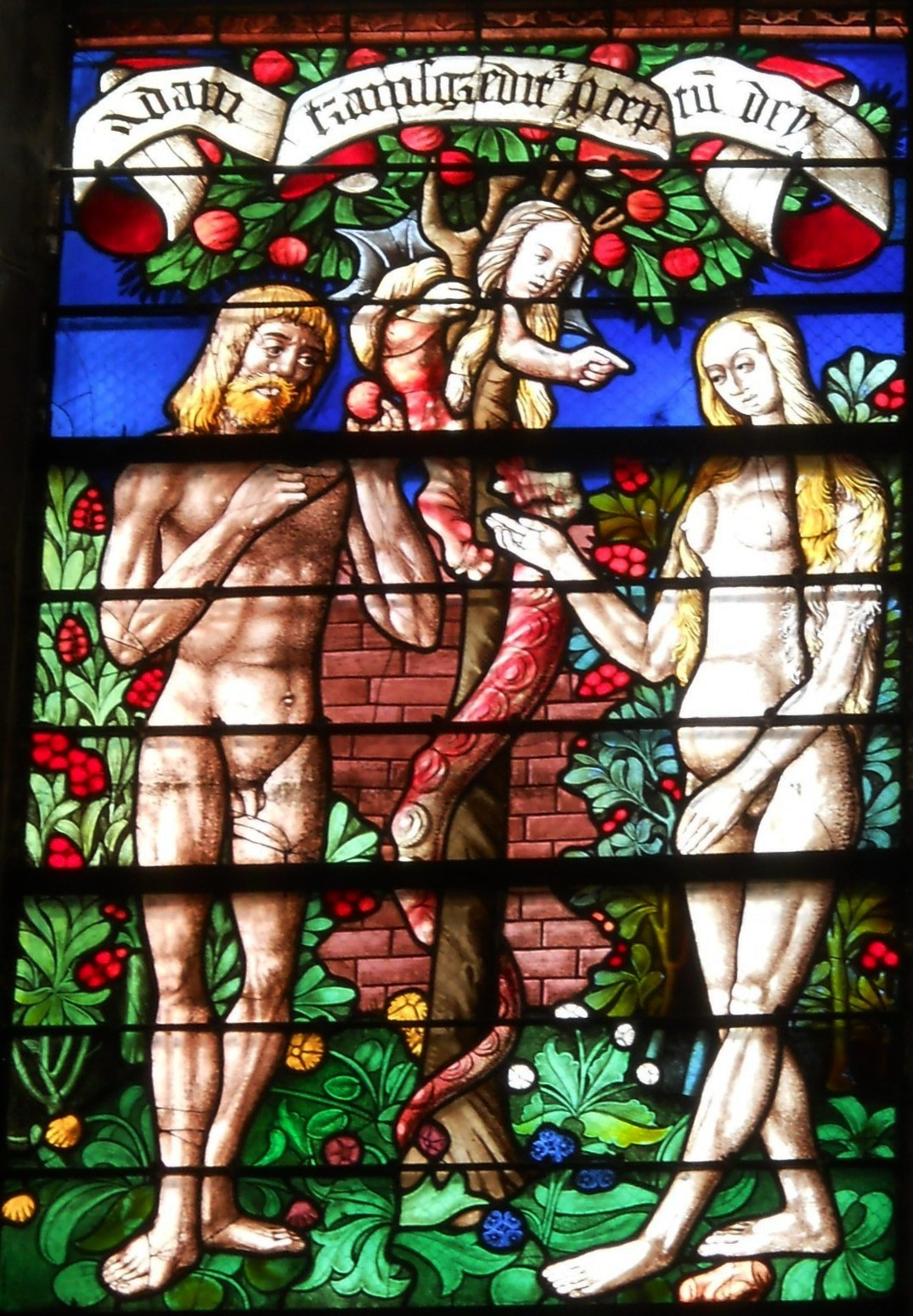
Detail des Fensters der Schöpfungsgeschichte im südlichen Seitenschiff

## Vorgängerbauten
Die erste Kathedrale wurde unter dem hl. Memmie, dem ersten Bischof von Châlons, im 4. Jahrhundert erbaut; auch sie war schon dem hl. Stephan geweiht. Baulich fassbar ist jedoch erst diejenige Kirche, die in der ersten Hälfte des 12. Jahrhunderts im Stil der Romanik errichtet wurde. Am 26. Oktober 1147 wurde sie von dem Zisterzienserpapst Eugen III. († 1153), einem Schüler des hl. Bernhard von Clairvaux, eingeweiht. 1230 wurde diese Kirche durch Blitzschlag zerstört und brannte nieder; nur der Unterteil des Nordturms und Teile der Krypta blieben erhalten.

## Baugeschichte der jetzigen Kathedrale
Der Wiederaufbau erfolgte wenige Jahre später, und zwar im gotischen Stil, das heißt mit entmaterialisierten Wandflächen, in denen große Fenster den Raum lichtdurchflutet erscheinen lassen; die Kathedrale von Châlons-en-Champagne hat mehrere gute Beispiele mittelalterlicher Glasmalerei. Gegen Ende des 13. Jahrhunderts waren das Nordportal am linken Querschiff und die sieben Joche der drei Kirchenschiffe fertig. Das 14. Jahrhundert schuf die Chorkapellen und im nördlichen Querschiff eine Rosette, das 15. Jahrhundert baute am Schiff weiter (drei Joche). 1520 setzte Bischof Gilles von Luxemburg eine Spitze auf den Nordturm. Im 17. Jahrhundert fügte man gotisierend und damit angleichend dem vorhandenen Kathedralbau im Westen zwei Joche an und errichtete Seitenkapellen in den Verstrebungen des Schiffs. Der Frühklassizismus setzte 1628 bis 1634 die Westfassade vor; der Architekt war Claude Monnart. Ihr Figurenschmuck wurde durch die Revolution zerstört.
In die spätgotische Spitze des fünfstöckigen Nordturms schlug 1668 der Blitz ein; sie stürzte herab, zerschlug das Dach und das Gewölbe und drückte auch die Krypta unter dem Altarraum ein. Noch im gleichen Jahr wurde mit dem Wiederaufbau begonnen.
Das 19. Jahrhundert war geprägt von groß angelegten Renovierungsarbeiten. Die Gewölbe des Kirchenschiffs wurden völlig erneuert und die Seitenkapellen des 17. Jahrhunderts beseitigt. Die Stirnwand des südlichen Seitenschiffs wurde neu hochgezogen. Blendbogenwerke und Glasfenster wurden restauriert.
Während des Ersten Weltkriegs beschädigten 1916 und 1918 Bomben den Chorumgang und die Chorkapellen, und während des Zweiten Weltkriegs zerstörten Bomben 1940 und 1944 das Dach und das nördliche Seitenschiff.

## Einige Einzelheiten des Baus
Die dreischiffige Kathedrale ist 96,4 Meter lang, 28,6 Meter breit und bis zur Spitze des Rippengewölbes 27,08 m hoch. Sie besitzt am Querhaus einen gotischen Süd- und einen romanischen Nordturm. Das oberste Stockwerk des Südturms wurde 1907 errichtet; seine Fenster sind der Gotik nachempfunden.
Der nur einjochige Altarraum wird von einer fünfteiligen Apsis mit drei dahinter liegenden Apsidenkapellen abgeschlossen. Er wurde 1668 erneuert.
Die am südlichen Querschiff angebaute Sakristei ist ein Werk im Stil der Neugotik, geschaffen von Maurice Ouradou 1881/82.

## Bleiglasfenster
Die Bleiglasfenster stammen aus dem 13. bis 16. Jahrhundert, teilweise auch aus der Zeit der Neugotik (1880) und aus dem 20. Jahrhundert.
Die drei Fenster über dem Hauptaltar stammen noch aus dem 13. Jahrhundert. Das Mittelfenster zeigt Christus in der Glorie, Christus am Kreuz und die Muttergottes, dann den Diakon Stephanus, den hl. Memmie (erster Bischof von Châlons) und dessen 8. Nachfolger, den hl. Alpin. Die beiden anderen Fenster zeigen weitere Heilige.
Die horizontal dreifach gegliederte Stirnwand des nördlichen Querschiffes wird fast völlig von Fensterflächen eingenommen; unten sind zwei große Stichbogen-Doppelfenster zu sehen, darüber sechs kleinere Stichbogen-Doppelfenster mit Darstellungen der Zwölf Apostel und darüber eine große Rosette aus 24 Feldern. Die Zwischenräume zwischen der mittleren Fensterreihe und dem Rosettenrand sind ebenfalls durch medaillonartige Fenster gestaltet, den Triumph Christi darstellend. Die Glasflächen der Rosette und der Apostelfenster stammen aus dem 14. Jahrhundert, alle anderen sind neugotisch von 1892.
Das Fenster im Nordwesten der Kathedrale, eine Stiftung der Kürschner oder Weißergerber, ist wiederum ein Werk des 13. Jahrhunderts.
Im südlichen Seitenschiff dominieren Fenster des 14. bis 16. Jahrhunderts; ihre Motive sind die Schöpfungsgeschichte, das Marienleben und die Passion. Außerdem gibt es ein Fenster der Heiligen und ein Fenster der Apostel und Propheten.
Sehr bedeutend, weil selten, sind drei Fenster des 12. Jahrhunderts, die Restauratoren aus Einzelteilen bei den späteren Fenstern wieder zusammengesetzt haben und die in der „Schatzkammer“ ausgestellt sind. Sie zeigen unter anderem eine Kreuzigungsszene.

## Ausstattung
Neben dem Bischofsthron von 1822 wird der Altarraum vom 1687 neu aufgestellten Hochaltar beherrscht. Mit seinen sechs Marmorsäulen ähnelt im Aufbau dem ein halbes Jahrhundert älteren Bernini-Baldachinaltar des Petersdomes in Rom und gilt als einer der großartigsten Altäre Frankreichs. Der von Hamid Tibouchi geschaffene Volksaltar und weitere Ausstattungsgegenstände des Altarraums stammen von 2009.
Kunstwerke findet man vor allem in den Kapellen des südlichen Seitenschiffs. Nennenswert sind eine Holzstatue des hl. Ludwig aus dem 17. Jahrhundert, ein Heiliges Grab aus der gleichen Zeit mit Christus, von weinenden Engeln umgeben, eine Statue „Christus in Banden“ aus dem 16. Jahrhundert und eine Tafelmalerei des 15. Jahrhunderts, die die Einweihung der romanischen Kathedrale durch Eugen III. zeigt. Die hölzerne Marienstatue der Marienkapelle wird dem Bildhauer Edmé Bouchardon aus Chaumont zugeschrieben. Eine weitere Kapelle birgt ein Altarrelief mit der Kreuzigungsszene, das im 15. Jahrhundert entstand und aus der im Ersten Weltkrieg völlig zerstörten Dorfkirche von Le Mesnil-lès-Hurlus in der Champagne stammt.
Im nördlichen Querschiff stammt ein Relief vom Mausoleum des Bischofs von Châlons Jérôme Burgensis aus dem 16. Jahrhundert.
Die Kanzel, geschmückt mit Holzreliefs, die die vier Evangelisten zeigen, wurde 1822 geschaffen.
Ein großes Kruzifix im nördlichen Querschiff erinnert an eine Mission im Jahr 1825. An den Seitenwänden stehen mehrere Grabdenkmäler des 13. bis 15. Jahrhunderts.
Die Revolution von 1794 hat neben dem Lettner und dem Chorgestühl vor allem den reichen Skulpturenschmuck der Portale zur Gänze zerstört und die Kirche zum Stall umfunktioniert. Dagegen haben sich circa 90 Wasserspeier halb menschlicher, halb tierischer Gestalt erhalten.

## Orgel

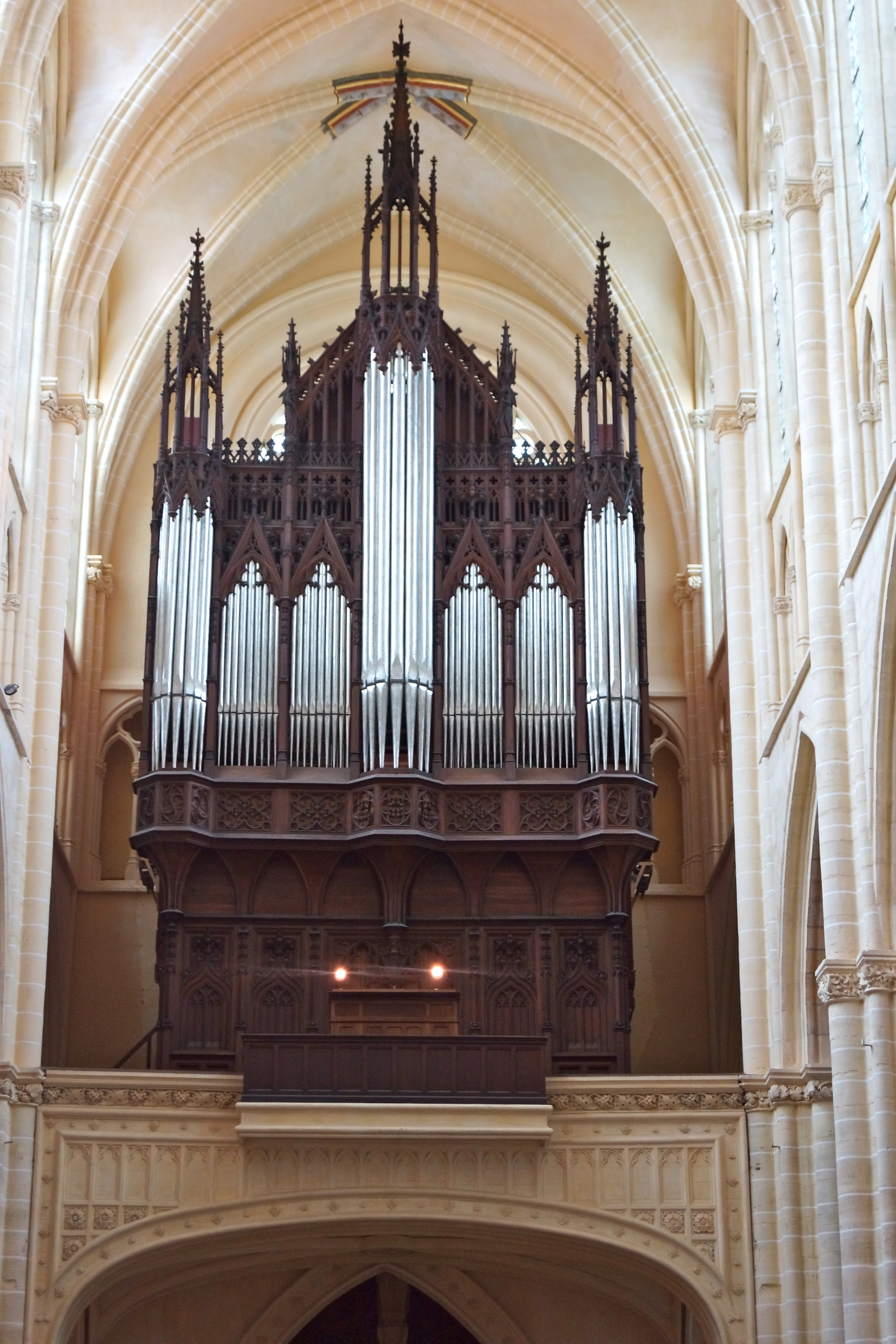
Blick auf die Orgel

Die Orgel im Westen des Hauptschiffs wurde 1848 von dem Orgelbauer John Abbey gebaut. 1898 wurde das Instrument durch die Söhne des Erbauers reorganisiert und erweitert. Seit 1979 hat die Orgel den Status eines „Monument Historique“. Das Instrument hat 54 Register, drei Manuale und 3.702 Pfeifen. Die Chororgel entstand nur vier Jahre später.
| I Grand Orgue C–g3 |     |
| Montre             | 16′ |
| Bourdon            | 16′ |
| Montre             | 8′  |
| Flûte harmonique   | 8′  |
| Bourdon            | 8′  |
| Gambe              | 8′  |
| Salicional         | 8′  |
| Prestant           | 4′  |
| Flûte douce        | 4′  |
| Doublette          | 2′  |
| Cornet V           |     |
| Fourniture IV-III  |     |
| Cymbale III        |     |
| Bombarde           | 16′ |
| Trompette          | 8′  |
| Basson             | 8′  |
| Clairon            | 4′  |

| II Positif C–g3  |       |
| Flûte harmonique | 8′    |
| Principal        | 8′    |
| Bourdon          | 8′    |
| Salicional       | 8′    |
| Unda maris       | 8′    |
| Dulciane         | 4′    |
| Doublette        | 2′    |
| Nazard           | 2 ⁄3′ |
| Piccolo          | 1′    |
| Trompette        | 8′    |

| III Récit expressif C–g3 |       |
| Quintaton                | 16′   |
| Cor de nuit              | 8′    |
| Flûte traversière        | 8′    |
| Viole de Gambe           | 8′    |
| Voix céleste             | 8′    |
| Diapason                 | 8′    |
| Voix céleste             | 8′    |
| Flûte octaviante         | 4′    |
| Quinte                   | 2 ⁄3′ |
| Octavin                  | 2′    |
| Cornet V                 |       |
| Plein jeu IV-III         |       |
| Basson                   | 16′   |
| Trompette                | 8′    |
| Basson hautbois          | 8′    |
| Voix humaine             | 8′    |
| Clairon                  | 4′    |

| Pédale C–f1 |     |
| Principal   | 32′ |
| Flûte       | 16′ |
| Soubasse    | 16′ |
| Flûte       | 8′  |
| Violoncelle | 8′  |
| Bourdon     | 8′  |
| Flûte       | 4′  |
| Bombarde    | 16′ |
| Trompette   | 8′  |
| Clairon     | 4′  |

## Würdigung
„Die Kathedrale von Châlons entspricht den Idealvorstellungen der Gotik. Das Mauerwerk löst sich in eine lichte Glaswand auf.“